# Логика высшего порядка
Логика высшего порядка в математике и логике — форма предикатной логики, которая отличается от логики первого порядка дополнительными предикатами над предикатами, кванторами над ними, и, соответственно, более богатой семантикой. Логики высшего порядка с их стандартными семантиками более выразительны, но их модельно-теоретические свойства значительно более сложны для изучения и применения по сравнению с логикой первого порядка.
Логика первого порядка квантифицирует только переменные; логика второго порядка допускает также квантификацию предикатов и функциональных символов (над множествами); логика третьего порядка использует и квантифицирует предикаты над предикатами (множества множеств), и так далее. Например, предложение второго порядка 
{\displaystyle \forall P((0\in P\land \forall i(i\in P\to i+1\in P))\to \forall n(n\in P))}
выражает принцип математической индукции. Логика высшего порядка включает все логики более низкого порядка; иначе говоря, логика высшего порядка допускает высказывания с предикатами (над множествами) более низкой глубины вложенности.

## Примеры и свойства
Логика высшего порядка включает ответвления простой теории типов Чёрча и различные формы интуиционистской теории типов. Жерар Юэ показал, что задача унификации алгоритмически неразрешима в интуиционистской разновидности логики третьего порядка, то есть не существует алгоритма, который определял бы, есть ли решение у произвольного уравнения над термами третьего порядка (и тем более термами произвольного порядка выше третьего).
С учётом понятия изоморфизма операция булеана определяется в логике второго порядка. Используя это наблюдение, Хинтикка установил в 1955 году, что логики высшего порядка могут быть представлены  логикой второго порядка в том смысле, что для каждой формулы логики высшего порядка можно найти соответствующую равновыполнимую формулу логики второго порядка.
В некоторых контекстах предполагается, что понятие логики высшего порядка относится к классической логике высшего порядка. Однако модальная логика высшего порядка также изучалась. Согласно некоторым учёным-логикам онтологическое доказательство Гёделя лучше всего изучено (с технической точки зрения) именно в таком контексте.